# Eagle Woman
Eagle Woman That All Look At (en lakota:  Ayútepiwiŋ), también conocida cómo Matilda Picotte Galpin (1820 -18 de diciembre de 1888), fue una activista, líder, diplomática, comerciante e intérprete lakota, principalmente conocida por sus esfuerzos de mediación en los conflictos entre los colonos blancos, el gobierno de los Estados Unidos de América y los síux. Fue reconocida también como la única mujer jefa entre los síux. La intervención diplomática de Eagle Woman tenía como objetivo conseguir la paz. Tras las reubicaciones en reservas trató de convencer a los síux para adaptarse a la nueva era y los apoyó materialmente cuando el gobierno de los Estados Unidos de América forzó a las tribus a sustentarse por sí mismas dentro de las tierras estériles de las reservas.
En 1882 se convirtió en la primera mujer en firmar un tratado con el gobierno de los Estados Unidos de América.

## Biografía
Eagle Woman nació en un asentamiento síux cerca del río Misuri, a unos 72 km al sur de la actual Pierre, la capital de Dakota del Sur. Su padre era el jefe Two Lance, un distinguido líder de la tribu Two Kettles, y su madre era Rosy Light of Dawn, de los Hunkpapa. Era la menor de 8 hermanos y su posterior liderazgo estuvo influenciado por el ejemplo de su padre, que buscaba la paz. Su infancia transcurrió en la zona occidental del actual estado de Dakota del Sur y tuvo muy poco contacto con la cultura blanca y el gobierno. Tenía 13 años cuando su padre murió en 1833, y fue enterrado al lado del río Cheyenne. En 1837 su madre murió de viruela después de que las tribus huyeron de los ríos para escapar de esta enfermedad.
En 1838 tras la muerte de sus padres se casó con el comerciante de pieles canadiense Honoré Picotte, un prestigioso agente en la región del Alto Missouri que trabajaba para la American Fur Company en Fort Pierre. En aquella época se decía que tales matrimonios se beneficiaban mutuamente, para las mujeres nativas casarse con un comerciante aumentaba su estatus y tenía beneficios añadidos del más fácil acceso a las mercancías mientras que para los comerciantes la unión permitía mejorar sus relaciones comerciales con las tribus indígenas. Durante el tiempo que vivió en Fort Pierre Eagle Woman adoptó la forma de vida de los colonos y tuvo dos hijas. Sin embargo, como Picotte solía marcharse durante largos períodos de tiempo de su casa, acabó por volver a la tribu y él se marchó a vivir con su mujer blanca a St. Louis en 1848.
En 1850, Eagle Woman se casó con el comerciante Charles Galpin, con quien tuvo dos hijas y tres hijos que recibieron una educación europea. Eagle Woman solía alzar la voz contra la crueldad de cualquier tipo, ya fuera cometida por blancos o por indios y encontró muchas oportunidades de hacerlo al largo de su vida. A pesar de que las tensiones aumentaron en 1854, su pareja estableció operaciones comerciales exitosas en el contexto de una economía tras la guerra civil estadounidense y resolvió múltiples conflictos entre los colonos y las tribus de la zona. Aunque ambos actuaron como intérpretes, en algunas ocasiones, gran parte del mantenimiento de la paz se basaba en su prestigio y reputación.
Eagle Woman vivió sus últimos años de vida en la reserva india de Standing Rock rodeada de amistades, de sus hijas y de sus nietos. Llegó a conocer a Toro Sentado, con quien coincidió por uno corto período de tiempo en 1881 tras su rendición, durante un alto en Fort Yates de camino a su internamiento como prisionero de guerra en Fort Randall. Eagle Woman le escribió a su hijastro Charles Picotte para que lo cuidara.

Quiero presentarte al valiente Toro Sentado. Desde que Toro Sentado estuvo en esta agencia, brotaron entre nosotros los sentimientos de amabilidad y buenas relaciones. Creo que permanecesrá tranquilo y hará que sus seguidores también lo estén y que obedezcan a las autoridades. Su futuro dependerá de su conducta durante los próximos meses. Te pido que esto te de una buena impresión.

Tu madre afectuosa

Eagle Woman
(Carta de Eagle Woman a Charles Picotte, Agencia Yankton.)

Murió el 18 de diciembre de 1888 en la casa de su hija Alma, en el rancho Cannonball situado en el condado de Morton de Dakota del Norte. Ninguno de sus hijos varones llegó a la edad adulta y falleció rodeada de sus hijas.
Eagle Woman fue enterrada cerca de Galpin en el cementerio de Fort Yates. No se encontraron esquelas de su muerte en los periódicos de la época. A mediados del siglo XX sus restos fueron trasladados por el Cuerpo de Ingenieros del Ejército de los Estados Unidos de América como parte de la construcción del lago Oahe.
Su hija Alma continuó con su labor de entendimiento y generosidad entre los nativos americanos y la sociedad blanca durante el resto de su vida, por lo que un millar de personas acudió a su funeral.

## Trayectoria

### Diplomacia

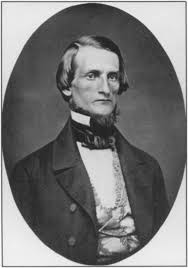
Charles Galpin en 1856.

Desde 1860 Eagle Woman vivió durante un tiempo en Fort Benton, Montana. Uno de sus hijos murió allí. La familia viajó río abajo para llegar a su hogar ancestral y enterrarlo. Durante el viaje, aceptaron llevar a 10 mineros con ellos hasta Fort Randall fueron rodeados por un grupo de síux Santee que venían de liderar la matanza de Salough. Sin embargo, uno de los guerreros reconoció a Eagle Woman y los dejó pasar después de que ella les dijese que llevaba regalos para el asentamiento local y que transportaban el cuerpo de uno de sus hijos para enterrarlo. Al llegar a Fort LaFramboise los Galpin también tuvieron que negociar la liberación de algunos prisioneros de los Santee y enviaron una partida de rescate para traer de vuelta a dos mujeres y cuatro niños.
En 1865, Eagle Woman protegió a un soldado blanco herido con su mantón, después de que fuera emboscado y disparado tres flechas. 
En 1866, comenzó a viajar sola para negociar la paz y habló en varios consejos síux a lo largo del río Little Missouri.
En 1868, el padre Pierre-Jean De Smet, a quien ordenaron que le pidiera a Toro Sentado que se marchara con su gente a una reserva, buscó a Eagle Woman  por la relación de esta con los siux y con varios líderes de guerra, y la gran influencia que ejercía entre su pueblo". Más tarde los Galpin y De Smet viajaron con un grupo de síux hasta el campamento de Toro Sentado. Posteriormente, Eagle Woman dijo que tuvo que convencer el pueblo de Toro Sentado para que no mataran a De Smet, después de que su llegada fuera recibida con guerreros hostiles. Aunque el líder del campamento no aceptó la petición de De Smet, envió la otros líderes que marcharon para firmar el segundo tratado de Fort Laramie en 1868. Este tratado estableció la Gran Reserva Síux, así la familia de Eagle Woman se trasladó con las tribus a las nuevas tierras montando un nuevo puesto comercial en Grand River.  Por estas negociaciones exitosas, Galpin fue ascendido a intérprete de la agencia con un salario de 150$ mensuales y se convirtió en comerciante independiente que tenía que conseguir más suministros.
Una vez conseguida la paz, Eagle Woman encontró el nuevo propósito de ayudar a su gente a adaptarse a las nuevas condiciones de vida, aunque de manera temporal.

### Vida en la reserva

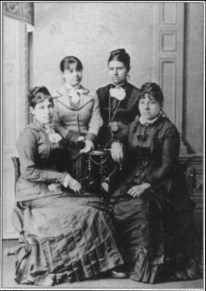
Las hijas de Eagle Woman, de izquierda la derecha, Lulu Picotte Harmon, Annie Galpin, Alma Galpin Parkin y Louise Picotte DeGrey-Von Solen, alrededor del año 1880.

Cuando la familia viajó a St. Louis para traer a su hija a la reserva  Eagle Woman conoció a William Tecumseh Sherman, quien estaba liderando la Comisión para la Paz India y tras firmar el tratado con los síux estaba intentando llevarlo a cabo.
En la reserva, Eagle Woman montó un puesto comercial y se hizo conocida por su generosidad y dedicación a favor de la independencia de las tribus. Involucró a toda la familia para conseguirlo. Como el gobierno obligaba a los síux a cultivar en tierras áridas y a llevar un tipo de vida que les era ajeno y desconcertante los Galpin distribuían bienes gratis para las personas más necesitadas.
Continuó con su activismo por la paz resolviendo conflictos y también rechazando comerciar con armas de fuego y munición. Como resultado de una disputa en la que hubo un hombre herido por matar una vaca perteneciente a la agencia india, una multitud enfurecida de alrededor de 5 000 personas se reunió en la oficina de la agencia, amenazando  a los blancos que estaban en ella. Eagle Woman se reunió con la multitud al amanecer y avergonzó a los allí reunidos diciéndoles que no eran "valientes de sobra para venir aquí a matar la media docena de hombres blancos!" Contactó con el representante militar de la reserva y lo proveyó de suministros para "una fiesta de reconciliación". También dio regalos para aquellos que sabía que estaban más calmados. Uno de los hombres que Eagle Woman salvó aquel día fue probablemente el teniente William Harmon, quien después se casó con su hija Lulu. Sin embargo, antes de que se pudiera celebrar la ceremonia, Charles Galpin enfermó y murió el 30 de noviembre de 1869. Este hecho dejó a Eagle Woman a y sus hijos al cargo del puesto comercial, lo que la convirtió en la primera mujer de negocios de origen síux del territorio. Lulu y Harmo se casaron el 26 de julio de 1870 en Sioux City, Iowa. El padrino de Lulu fue De Smet, quien la llevó hasta el altar en la ceremonia.

### La delegación de 1872
En 1872, el gobierno de los Estados Unidos de América eligió a Eagle Woman para que formara una delegación de líderes síux, que los llevará a Washington D. C. y que hiciera de intérprete. Viajaron por el río hasta Sioux City y después en tren hasta Chicago, llegando a Washington el 15 de septiembre. El viaje tenía la finalidad aparente de hablar del Tratado de Fort Laramie, pero en realidad era para impresionar a los síux con el poder, el tamaño y los logros de la sociedad blanca. Para conseguirlo, la delegación pasó la mayor parte de las dos semanas de viaje haciendo una ruta por el arsenal y los astilleros capitalinos. También conocieron a Columbus Delano, entonces secretario del interior, así como al presidente Ulysses S. Grant. Realizaron una gira planificada por Boston y después de un paseo en barco por Manhattan regresaron a su casa a finales de octubre.

### Disputas comerciales
En 1873, la agencia de Grand River fue trasladada a Standing Rock por inundaciones y Eagle Woman estableció su nuevo puesto comercial allí.: 66  Al año siguiente, el gobierno revocó el permiso comerciales en todo el territorio de la reserva síux para comerciar, instaurando un monopolio de Orvil L. Grant, hermano del presidente Grant. Esto le afectó también al permiso que utilizaba el yerno de Eagle Woman para comerciar. Una vez establecido, Grant y sus socios comerciales organizaron todo tipo de artimañas para echar a Eagle Woman del negocio pero ella resultó ser absolutamente imbatible.
Sospechando que la tienda de Eagle Woman servía de escaparate para los productos de Harmon el comisario local buscó poner fin a su tienda, pero un levantamiento local por la muerte de dos soldados blancos lo impidió. La propia Eagle Woman ayudó a mediar en esta disputa que retrasó la persecución de su propia tienda y Harmon escribió en su nombre al congresista John T. Averill.
Posteriormente recibió nuevas presiones para cerrar su negocio. El agente local indio informó de que le había ordenado cumplir las órdenes, pero "se negó a obedecer por el hecho de que ella era india y tenía derecho a comerciar con su gente para sacar adelante a su familia." El agente fue sustituido por no cumplir con su cometido, pero Eagle Woman ignoró también las órdenes de su sustituto. Cuando el comandante de Fort Yates le mandó cerrar la tienda, ella se negó. El mariscal local del gobierno también ordenó confiscar sus bienes, pero sin éxito. En cuestión de meses la asociación política de Washington que conspiró para arruinarla y favorecer a Grant y sus socios, comenzó a desplomarse y finalmente abandonaron la campaña contra Eagle Woman.
En 1876, Eagle Woman convirtió al agente indio en aliado y coordinó con él el establecimiento de la primera escuela católica de la zona, con libros y materias suministradas para estudiantes. Incluso se contrató a su hija Louise cómo profesora.

### Fiebre del oro de Black Hills
En 1874 comenzó la fiebre del oro de las colinas negras que comenzó tan pronto como se difundió la noticia de que se había encontrado oro en las tierras propiedad de los síux, entre las que se incluían la región de Black Hills, de acuerdo con los términos firmados en el Tratado de Laramie hacía seis años. Esto originó numerosas violaciones del tratado por parte de mineros que llegaron a la zona y también aumentaron los conflictos violentos.

Durante este período, Eagle Woman continuó mediando y ofreciendo apoyo material a su gente. En una conferencia en 1875, lideró la delegación de Grand River, cuyos miembros estaban desarmados en su mayoría. Ella, junto con los líderes Hunkpapa y miles de guerreros lakota, entre los que estaban Red Cloud y Spotted Tail, se encontraron con los comisionados indios apoyados por una caballería de cien hombres. La reunión no logró nada y las negociaciones acabaron al borde de la violencia, que Eagle Woman ayudó a mediar y evitar. Después del encuentro, Eagle Woman fue reconocida como jefa entre su pueblo por su heroísmo salvando las vidas de la comisión de Black Hills. La historiadora lakota LaDonna Brave Bull Allard la certifica como la "única mujer jefa de los síux". 

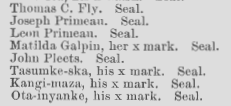
Firma de Eagle Woman, tal y como si registra en una transcripción del tratado de Standing Rock de 1882, tal y como la recopiló el secretario del interior.

Cuando en 1876 dio comienzo la gran guerra síux por la violación continuada de la propiedad de los síux en Black Hills, Eagle Woman no participó en las negociaciones que se sucedieron tras el intento infructuoso del año anterior y se opuso al tratado de Standing Rock de 1876. No dio su apoyo a las políticas de "vende o muere de hambre" ni al Acta de 1877, por la que se suprimían todas las raciones del gobierno a los síux hasta que cedieran pacíficamente la zona de Black Hills. Esta artimaña forzó la firma de los tratados en octubre y llevó a la creación de la reserva india de Standing Rock. Tras la pérdida, volvió a retomar su labor de asistencia para ayudar a las tribus a adaptarse a la vida en la nueva reserva.
Firmó el tratado de 1882 que cedía ciertos terrenos para escuelas, modificaba los límites de la reserva y cambiaba a  los funcionarios del gobierno y las raciones que percibían. Su consentimiento quedó registrado en la agencia de Standing Rock el 30 de noviembre de 1882 como "Matilda Galpin, her x mark. Seal", siendo la única mujer entre los líderes síux, y convirtiéndola en la primera mujer en firmar un tratado con los Estados Unidos de América.
Eagle Woman y su hija Louise crearon la primera escuela de día en la reserva india de Standing Rock. Siguió ayudando a las tribus a adaptarse a la vida en las reservas hasta su muerte en 1888. 

## Premios y reconocimientos
- En 2016, la localización de su antiguo lugar de enterramiento fue una de varias disputas que formó parte de las protestas por el oleoducto Dakota Access.[13]

- Fue incluida en 2010 en el Muro de la Fama de Dakota del Sur como Campeona de Excelencia por sus "intentos de compromiso pacífico" entre las sociedades nativo americana y blanca".[5]
- El periódico The Bismarck Tribune la considera "la mujer india más notoria de todas las naciones indias occidentales, junto con Sacagawea".[15]